# St. Kathrein in der Scharte

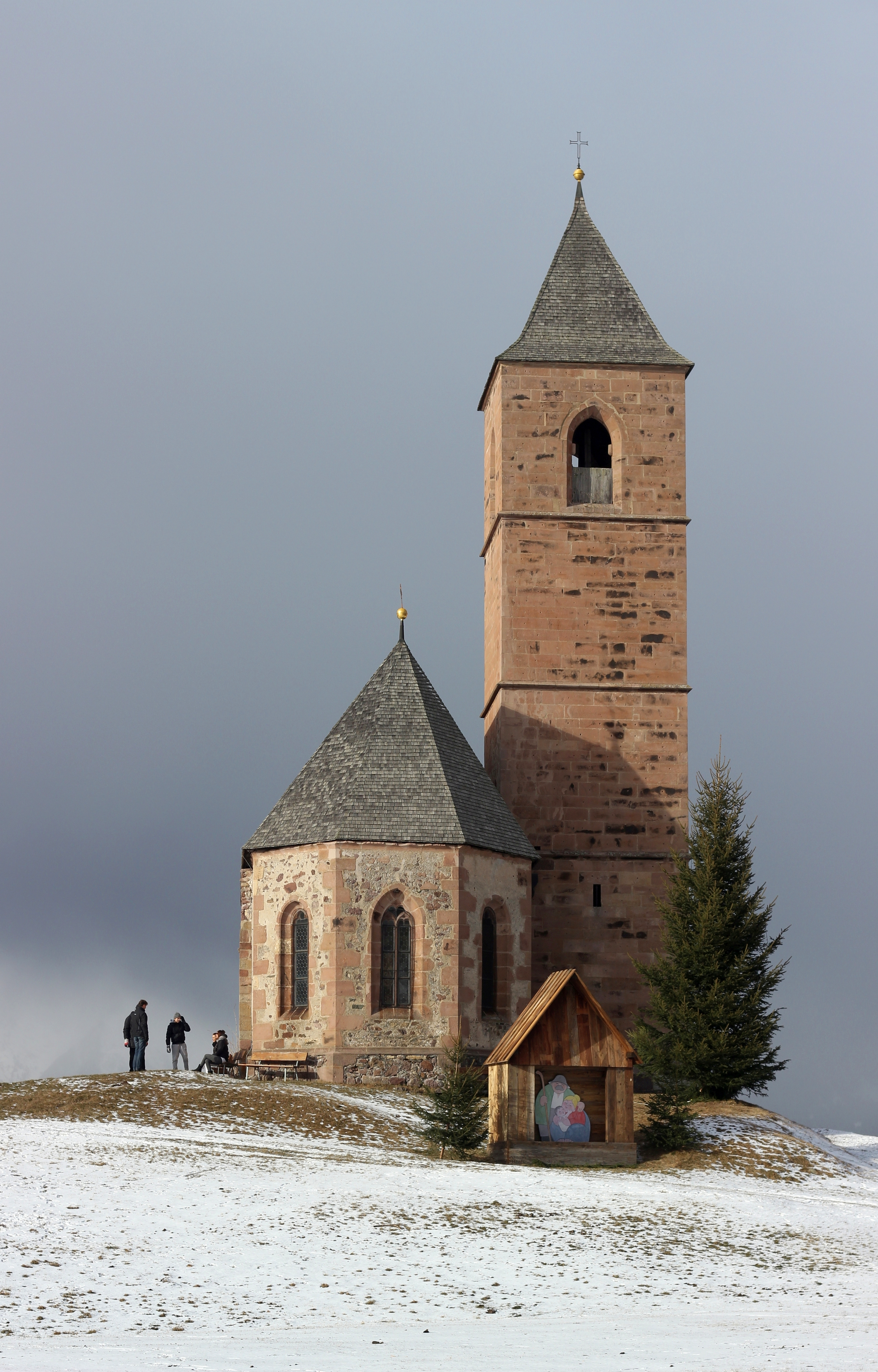
Ansicht der Kirche von Osten

St. Kathrein in der Scharte, auch St. Katharina in der Scharte, ist eine römisch-katholische Kirche in Hafling (Südtirol) aus dem 13. Jahrhundert, die der hl. Katharina von Alexandrien geweiht wurde. Aufgrund ihrer exponierten Lage ist sie ein beliebtes Postkartenmotiv und weit im Burggrafenamt um Meran zu sehen.

## Geschichte
Das Gotteshaus weist Ähnlichkeiten zu St. Jakob auf Langfenn und St. Vigil am Joch auf und wurde möglicherweise wie diese auf den Überresten eines heidnischen Höhenheiligtums errichtet. Eine Sage berichtet von zwei Riesen die die Kirchen St. Katharina und St. Jakob auf Langfenn zur gleichen Zeit erbaut haben, worauf sie in Streit gerieten. Die heutige Kirche entstand wahrscheinlich in vier Bauphasen. Einer Überlieferung zufolge wurde ein Vorgängerbau, im Jahr 1202 durch einen Brand zerstört. Daraufhin errichtete man eine romanische Saalkirche, die 1251 vom Tridentiner Bischof Egno von Eppan geweiht wurde. Teile des heutigen Langhauses und ein vermauertes Rundbogenfenster stammen aus dieser Zeit.
Im 15. Jahrhundert wurde dem Kirchenschiff der heutige spätgotische Chor mit Kreuzrippengewölbe und Fünfachtelschluss angefügt, der 1452 geweiht wurde. Aus der gleichen Zeit stammt auch der massive, viergeschossige Turm. Das niedrigere romanische Kirchenschiff wurde im 16. Jahrhundert bis zur Höhe des Chorgewölbes aufgemauert; im Zuge dessen erhielt die Kirche einen neuen Dachstuhl. Anhand einer Baunaht am Westgiebel kann die ursprüngliche Höhe nachvollzogen werden.
Der heutige Vorraum der Kirche entstand um 1900 im Stil des Historismus. In den 1930er Jahren wurde der Kirchturm durch einen Blitzeinschlag schwer beschädigt. Von 1982 bis 1984 und 1999 wurde das Gotteshaus umfassend saniert.

## Ausstattung

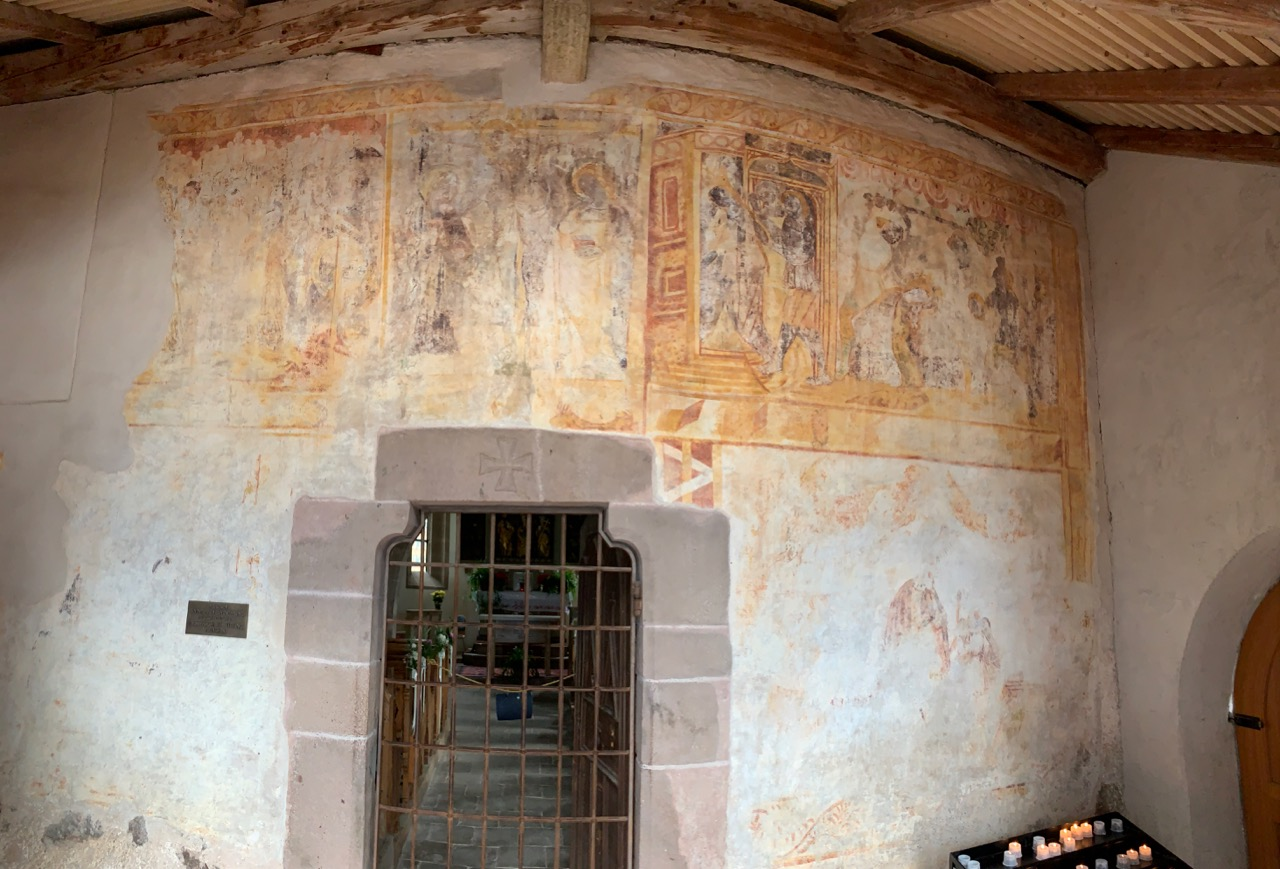
Wandmalereien im Vorraum

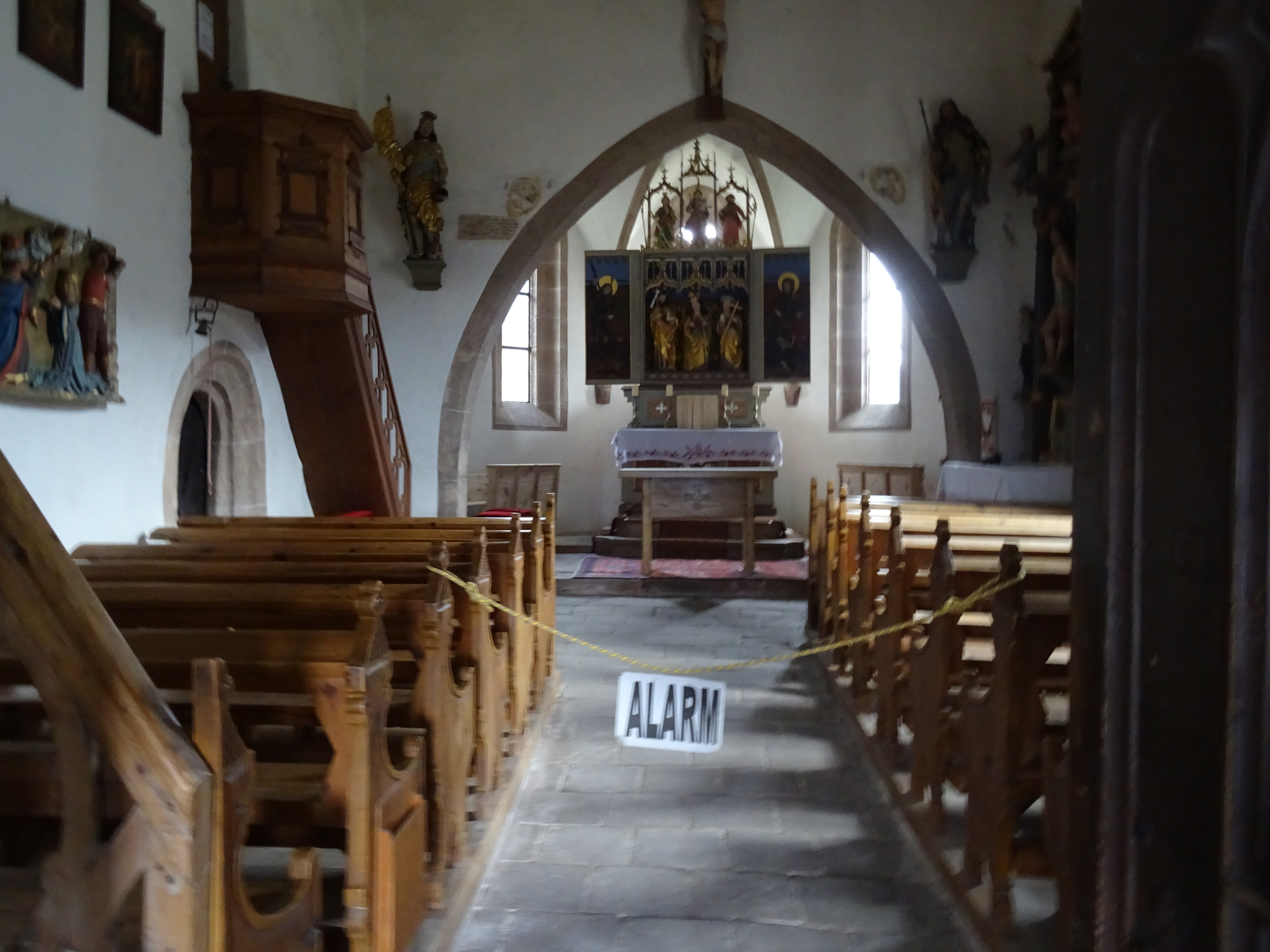
Innenraum

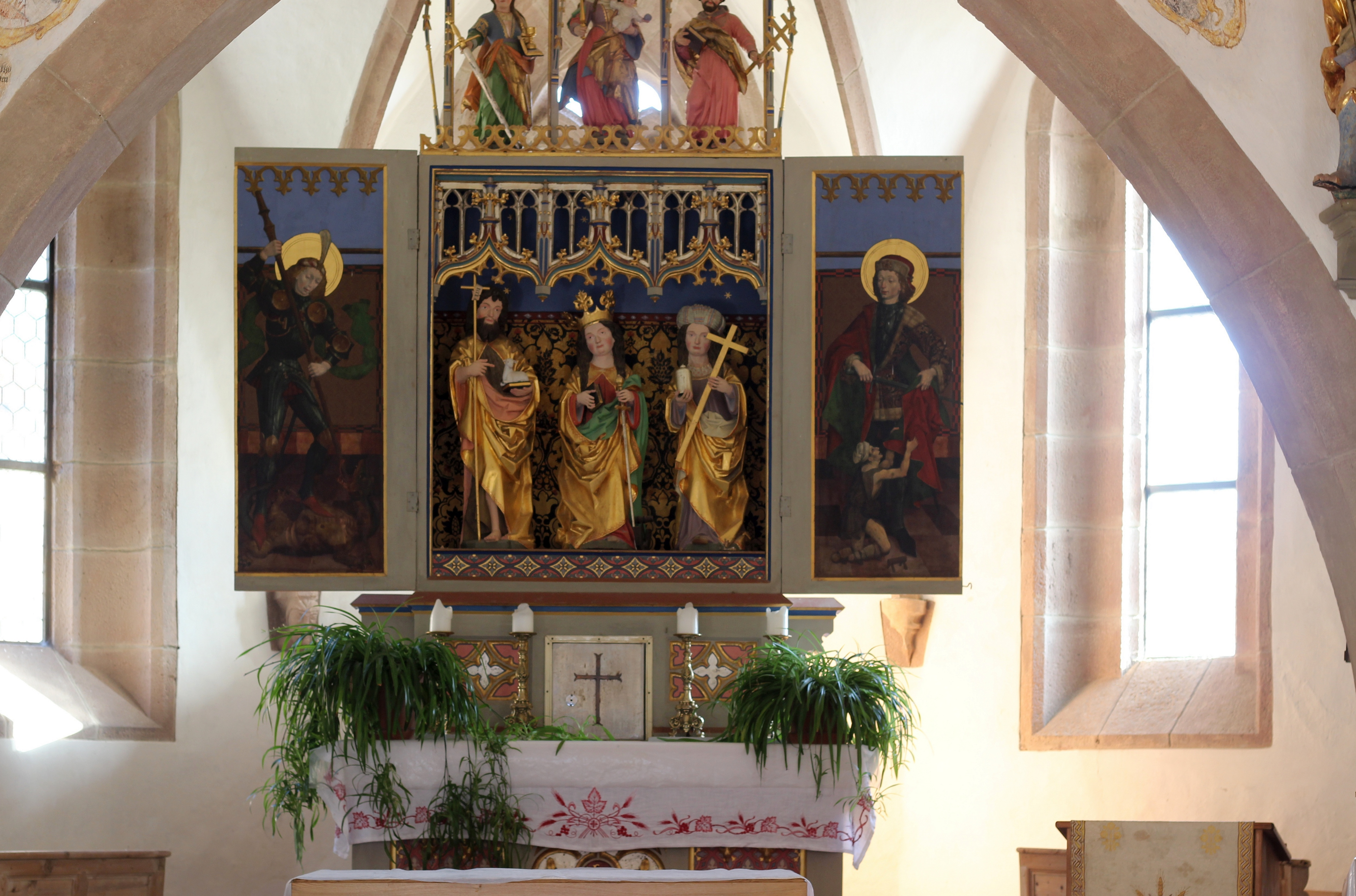
Flügelaltar im Chor

An der heute vom Vorraum überfangenen Westwand der Kirche befinden sich mehrere Wandmalereien. Im beginnenden 15. Jahrhundert entstanden neben der Kreuzigungsdarstellung über dem Portal die drei Szenen aus der Vita der hl. Katharina (Räderung, Gefangenschaft, Enthauptung). Die schlechter erhaltenen Malereien darunter stammen aus dem 16. Jahrhundert.
Der Flügelaltar im Chorraum wurde im 19. Jahrhundert aus mehreren Teilen zusammengesetzt: Die Schreinskulpturen der hl. Katharina (Mitte), Johannes des Täufers (links) und der hl. Maria Magdalena (rechts) entstanden im ausgehenden 15. Jahrhundert. In diese Zeit sind auch die Gemälde auf den Flügeln zu datieren, die im geöffneten Zustand die hll. Georg (links) und Martin (rechts), im geschlossenen Zustand die Verkündigung an Maria zeigen. Im Gesprenge sind mit der Madonna, der hl. Barbara (links) und dem hl. Oswald (rechts) Skulpturen aus dem 17. Jahrhundert aufgestellt.
An der Südwand des Langhauses befindet sich ein barocker Seitenaltar, der zu Beginn des 17. Jahrhunderts entstand. In dessen Zentrum ist eine Plastik des hl. Sebastian zu sehen, die von den hll. Antonius von Padua (eine Ergänzung des 18. Jahrhunderts) und Elisabeth von Thüringen gerahmt wird. Die Bekrönung des Retabels bilden eine Kopie des Mariahilfbildes und eine Skulptur Gottvaters.
Gegenüber vom Seitenaltar hängt die ebenfalls aus dem 17. Jahrhundert stammende Kanzel. Am Triumphbogen sind zwei barocke Figuren der hll. Florian (links) und Rochus (rechts) angebracht.

### Orgel
Die Orgel der Kirche wurde 2005 von dem Orgelbauer Oswald Kaufmann (Deutschnofen) erbaut. Das Instrument verfügt über sechs Register auf einem Manual und Pedal. Die Spiel- und Registertrakturen sind mechanisch.
| I Hauptwerk C–g3 |             |       |
| 1.               | Gedeckt     | 8′    |
| 2.               | Prinzipal   | 4′    |
| 3.               | Rohrflöte   | 4′    |
| 4.               | Superoktave | 2′    |
| 5.               | Mixtur      | 1 ⁄3′ |

| Pedal C–d1 |         |     |
| 6.         | Subbass | 16′ |

- Koppel: I/P

### Glocken

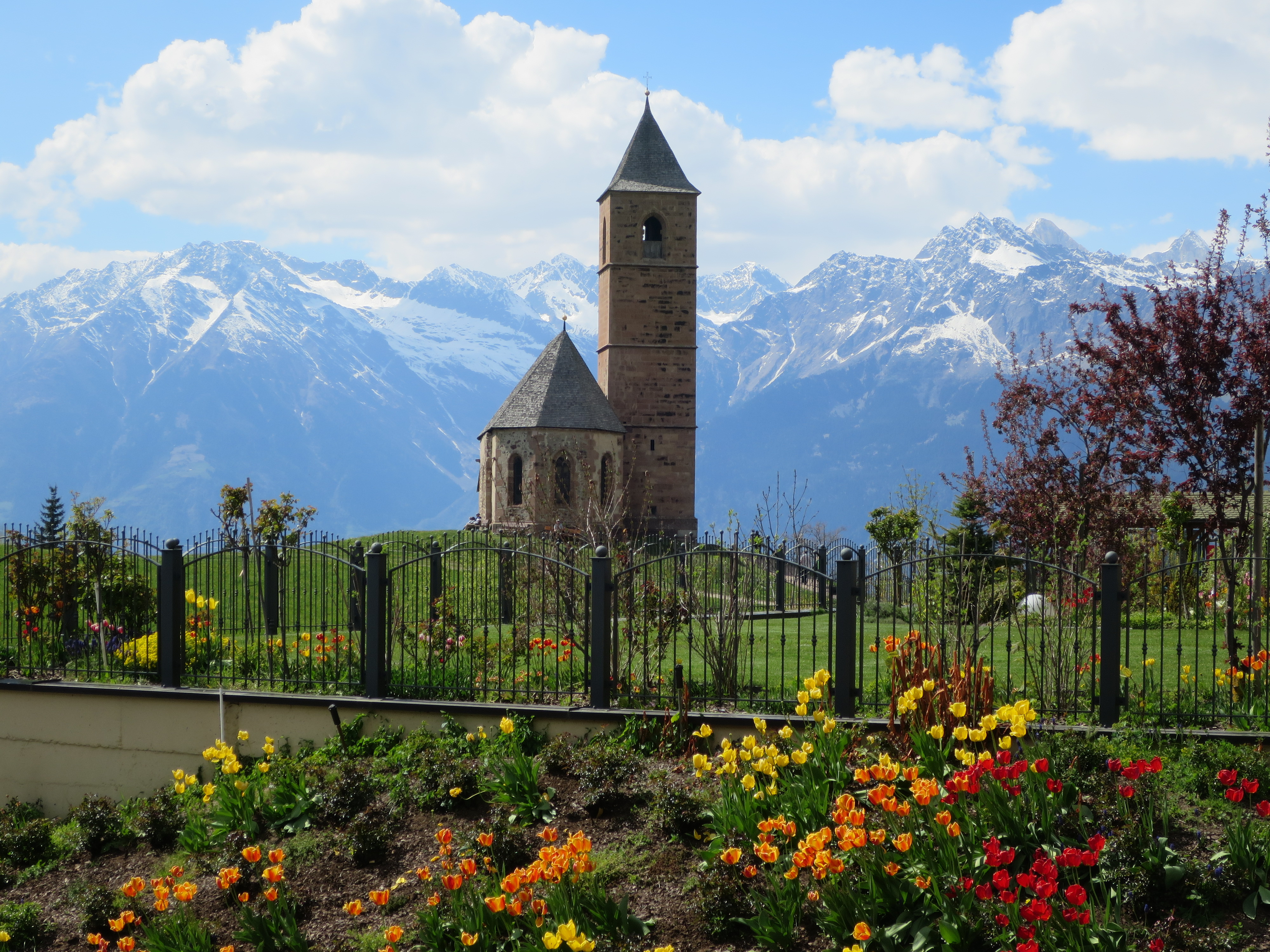
St. Kathrein vor den Bergen der Texelgruppe

Im Kirchturm hängen zwei Glocken. Die größere trägt die Inschrift: 1553. Peter Sermond von Wurms hat mich gegossen. Die kleinere ließ Abt Augustin Kastner, welcher dem Kloster Stams von 1714 bis 1738 vorstand, in Auftrag geben. Sie trägt die Inschrift A. A. In StaMs refVnDI CVraVIt hoC. Auf dem Medaillon steht: Durch der großen Hitz bin ich geflossen: Johannes, Christoph, Lorenz, hät mich gegossen. Meran.